# Irene Lozano
Irene Lozano Domingo (Madrid, 17 de junio de 1971) es una escritora, periodista y política española. Fue diputada en el Congreso en la x legislatura y en la xi legislatura. Fue la primera secretaria de Estado de la España Global y ha sido presidenta del Consejo Superior de Deportes.
Cuenta con siete publicaciones, ha recibido los premios Círculo de Lectores y Premio Espasa de Ensayo, es colaboradora de un amplio número de medios de comunicación españoles e internacionales y de instituciones académicas.

## Trayectoria profesional
Lozano es Licenciada en Lingüística por la Universidad Complutense de Madrid y diplomada en Filosofía por el Birkbeck College de la Universidad de Londres.
En 1993 recibió el premio del IV Certamen Literario del Círculo de Lectores por su relato Rimara, pasando a continuación a iniciar su obra ensayística con la publicación del libro Lenguaje femenino, lenguaje masculino (Minerva, 1995).
Entre 1995 y 2005 fue redactora del diario El Mundo. Después de escribir editoriales durante años en la sección de Opinión, pasó a Internacional, donde fue enviada especial a Mauritania, Argelia, Kosovo, y a elecciones en Nicaragua y Suecia. También trabajó en la sección de Cierre y escribió artículos de opinión y crítica literaria en "La Esfera de los libros". Ha colaborado en numerosas revistas españolas: Cuadernos de Periodistas, Ínsula, Leer, Geo; y en medios extranjeros, como el programa Europe de la BBC y el diario sueco Expressen. 
En 2005 publicó la biografía Federica Montseny, una anarquista en el poder en la editorial Espasa y ganó ese mismo año el Premio Espasa de Ensayo por Lenguas en guerra.
Fue columnista del diario ABC desde 2005, una labor que desempeñó durante cinco años. Fue articulista de El País, donde publicaba mensualmente. Colaboró en la prensa regional del grupo Vocento (integrado por cabeceras como El Comercio, El Correo, El Norte de Castilla o la La Verdad) con una columna quincenal; en las revistas de pensamiento Claves y Revista de Occidente; y en las publicaciones en línea Fronteras y Cuarto Poder. Los jueves participaba en la tertulia de Protagonistas, en Punto Radio.  
Impartió "Periodismo literario" en la escuela de escritores Hotel Kafka y una clase magistral sobre columnismo en el máster del diario ABC. En 2008 se publicó su ensayo El saqueo de la imaginación en la editorial Debate. 
Ha participado en los programas de debate o tertulia Enfoque y Los Desayunos, ambos de TVE, así como en El debate de CNN+, Las mañanas de Cuatro y Espejo público (Antena 3).

## Trayectoria política
Fue diputada por Unión Progreso y Democracia (UPyD) en la x legislatura del Congreso de Diputados de 2011 a 2015, y reelegida como independiente en las listas electorales del Partido Socialista Obrero Español (PSOE) en la xi legislatura de 2015 a 2016.
Desde las elecciones generales del 20 de noviembre de 2011 hasta el 16 de octubre de 2015 fue diputada en el Congreso de los Diputados por Unión Progreso y Democracia (UPyD). En ese periodo fue portavoz del grupo en las comisiones de Asuntos Exteriores, Cooperación Internacional para el Desarrollo y Defensa; así como en las comisiones mixtas para la Unión Europea y para el control parlamentario de la Corporación RTVE y sus sociedades. Además estuvo adscrita a las comisiones de Educación y Deporte, Cultura, Empleo y Seguridad Social, Sanidad y Servicios Sociales, Constitucional y Estatuto de los Diputados.
El 11 de julio de 2015, en el Congreso Extraordinario de UPyD, Lozano se presentó a las elecciones primarias para liderar la formación, consiguiendo el 40% frente el 43% de su rival Andrés Herzog. Mantuvo conversaciones con el secretario de Organización de Ciudadanos, Fran Hervías, para tratar su posible integración en este partido, lo que no ocurrió finalmente por falta de acuerdo entre las partes. Lozano continuó siendo diputada de UPyD hasta el 16 de octubre de 2015, fecha en que renunció a su acta de diputada y se dio de baja como afiliada. 
En las elecciones generales del 20 de diciembre de 2015 se presentó como independiente en el puesto número 4 de la lista del PSOE al Congreso de los Diputados por la circunscripción de Madrid. Además, se incorporó como experta en «regeneración democrática» en el Comité de Personas Expertas del PSOE, conformado por Pedro Sánchez para darle asesoramiento en la elaboración del programa electoral. El 28 de abril de 2016 anunció que renunciaba a repetir en las listas del PSOE en las siguientes elecciones generales, alegando motivos profesionales.
Lozano fue nombrada secretaria de Estado de la España Global, Secretaría de Estado de nueva creación que sustituiría al Alto Comisionado del Gobierno para la Marca España (2018 - 2020). El Real Decreto de 11 de octubre de 2018 recogió el nombramiento y  tomó posesión del cargo el 16 de octubre en la sede del Ministerio de Asuntos Exteriores. Le sucedió en el cargo Manuel Muñiz.
Fue presidenta del Consejo Superior de Deportes (2020 - 2021). El día 31 de enero tomó posesión en el máximo cargo de responsabilidad del Consejo Superior de Deportes (CSD), con rango de secretaria de Estado, sucediendo a María José Rienda. Su etapa ha estado marcada por la irrupción de la pandemia de COVID19 y el "Caso Fuenlabrada", la grave controversia sobre el papel del CSD en la última jornada de la Liga Adelante por un brote en los jugadores del Fuenlabrada días antes de disputar un partido frente al RC Deportivo de La Coruña en el que se jugaban la promoción y el descenso respectivamente, sorpresivamente la competición no se paralizó, este hecho motivó que algunos representantes políticos, tanto en el Congreso de los Diputados como en el Ayuntamiento de La Coruña pidieran explicaciones y solicitaran su dimisión. También se realizaron avances en la profesionalización del fútbol femenino en España, el trabajo por la profesionalización de otros deportes como el baloncesto y balonmano con el fin de avanzar en la igualdad de las mujeres en este ámbito, la mediación en el conflicto entre LaLiga y la RFEF y posterior firma de la paz temporal en los 'Pactos de Viana', así como los preparativos para los azarosos Juegos Olímpicos de Tokio 2020, aplazados a verano de 2021.
En marzo de 2021 se hizo público que concurriría a las elecciones anticipadas a la Asamblea de Madrid de 2021 como número cinco en la lista del PSOE, terminando su etapa en la presidencia del CSD. Precisamente, es militante del partido desde este año.
Tras renunciar a su acta de diputada en la Asamblea de Madrid en noviembre de 2021, fue nombrada directora de la Casa Árabe. En mayo de 2024, la Casa Árabe, fue reconocida como "personalidad cultural del año" en los prestigiosos premios Sheikh Zayed en Abu Dabi (EFE). “Es un reconocimiento a la diplomacia pública de nuestro país y a la influencia de la cultura española” dijo Lozano. Después de más de tres años, anunció el 5 de febrero de 2025 que iba a dejar este cargo en la Casa Árabe y la política para volver al periodismo y la escritura.

## Obra
Ensayo y no ficción
- Lenguaje femenino, lenguaje masculino (Minerva, 1995).
- Lenguas en guerra (Espasa, 2005)
- Federica Montseny, una anarquista en el poder (Espasa, 2005), biografía
- El saqueo de la imaginación (Debate, 2008)
- Lecciones para el inconformista aturdido en tres horas y cuarto (Debate, 2009)
- Son molinos, no gigantes (Península-Atalaya, 2020)

Novela- denuncia
- "Si sufrir fuera sencillo" (Espasa, 2018)
- "No, mi general" (2015)

Otras colaboraciones
Ha colaborado en obras colectivas como el Diccionario Biográfico Español editado por la Real Academia de la Historia y el Diccionario biobibliográfico del exilio literario de 1939, editado por la Universidad Autónoma de Barcelona. Colaboró con el prólogo y varios apuntes en la edición del libro recopilatorio Es lo que hay de Rosa Díez (Debate, 2011).
«Negro» (escritor fantasma)
Pedro Sánchez le atribuyó la redacción de su Manual de resistencia (2019), en el que sin embargo no figura como autora: «este libro es fruto de largas horas de conversación con Irene Lozano, escritora, pensadora, política y amiga. Ella le dio forma literaria a las grabaciones, prestándome una ayuda decisiva». Ella, por su parte, declaró que «Yo hice el libro, pero el autor es el presidente».

## Premios
- Premio del IV Certamen Literario del Círculo de Lectores por su relato Rimara en 1993.
- Premio Espasa de Ensayo por su ensayo Lenguas en guerra en 2005.